# Paridris
Paridris is een geslacht van vliesvleugelige insecten van de familie Scelionidae.

## Soorten
- P. leda Kozlov & Kononova, 1985
- P. stenus Kononova & Petrov, 2000